# Crisi del videojoc

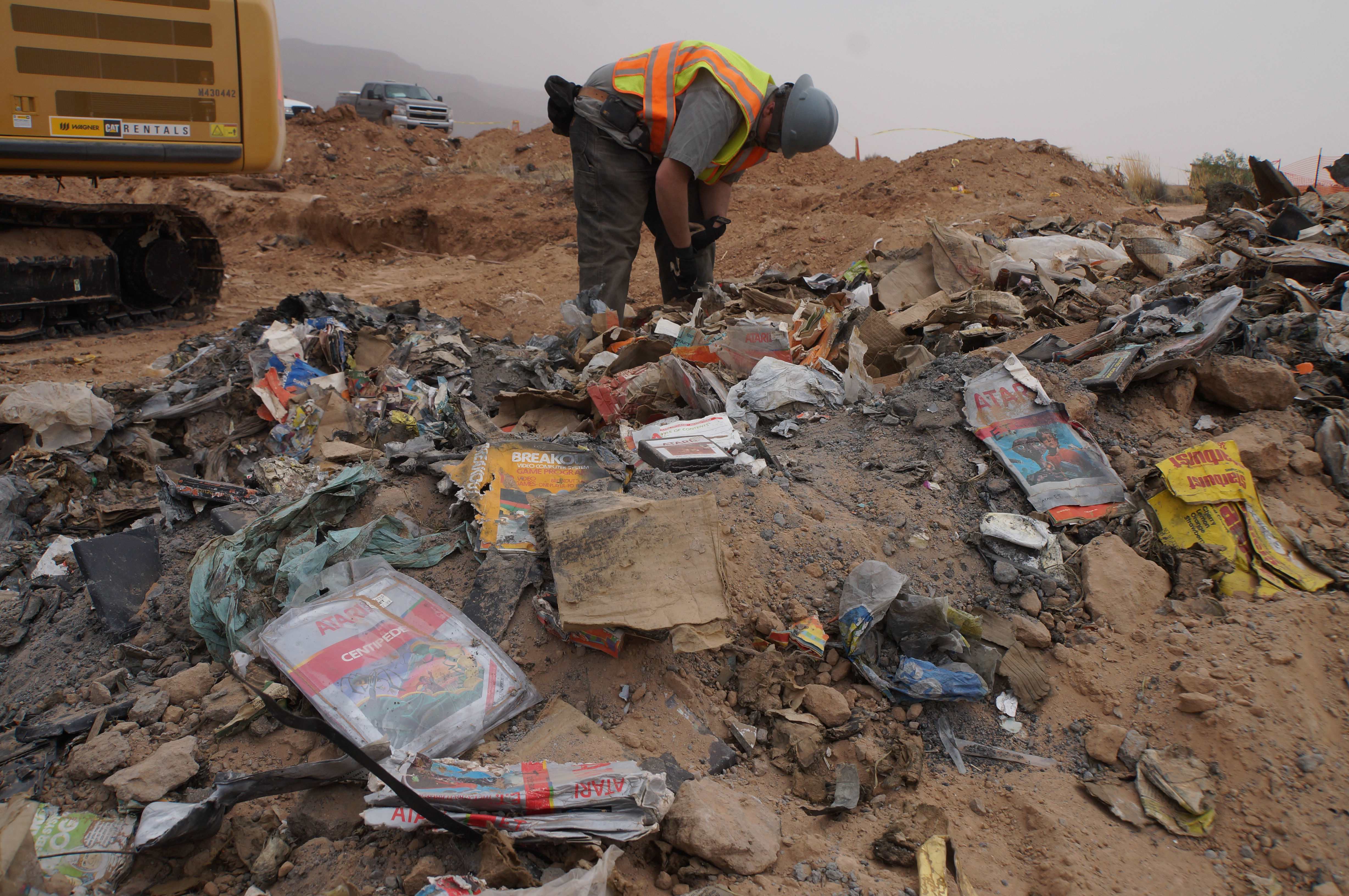
Cartutxos d′E.T., i altres videojocs, trobats durant l'excavació del 2014.

Les crisis del videojoc es poden dividir en una sèrie d'etapes en la història d'aquesta branca tecnològica, en conseqüència de canvis del mercat o de l'aparició de noves tecnologies i situacions en contra d'aquesta indústria.

## Primera Crisi
La primera crisi dels videojocs va tenir lloc al principi de la dècada dels anys 80 del segle xx, que va afectar principalment al sector d'empreses derivades dels videojocs de la mena arcade, aleshores la majoria de les empreses importants per mor de la proliferació de sistemes domèstics (consoles de videojocs) i microordinadors, i els clients potencials en comptes de deixar els diners en les màquines recreatives, optaven per adquirir els productes originals i pirates i jugar a casa.
La primera acció pal·liativa de les empreses del sector va ser aprofitar el mercat en expansió de l'oci domèstic. Per això van crear consoles o desenvolupar-les que ja existien.
La segona acció per sortir del forat va ser millorar les màquines recreatives, en afegir-hi un nou nivell a la interacció de l'usuari amb el videojoc, el primer va ser el videojoc Hang On de SEGA, que era un videojoc de curses de motos amb la novetat des de llavors que en comptes jugar-hi amb una palanca de control es muntava el jugador en una moto fixa a la màquina recreativa però que es podia tombar per agafar un giravolt fictíci i aquest moviment era recollit per uns sensors que el representaven en el videojoc com un gir, a més d'accelerar amb un manillar idèntic de les motos reals.
Així se'n van sortir de la primera crisi del videojoc i va donar una nova realitat al món de les màquines recreatives anant-se de la idea original actualment per exemple a una minipista de ball (saga Dance Dance Revolution), pistoles… fins i tot cotxes amb capacitat de girar i simular resistència del volant davant de determinats terrenys.

## Segona crisi
Suposadament apareguda amb els videojocs a les llars, és la crisi de la pirateria el qual ha tingut dos índexs alts en el passat els quals són:
La primera situació de pirateria va tenir lloc amb l'èxit dels microordinadors de 8 bits que usaven com a sistema d'emmagatzemament de dades les cintes de casset, que es podien copiar sense gaires problemes amb una doble pletina de mitjana o alta gamma, les solucions que es va prendre van ser afegir modulacions més complexes de so, demanar una contrasenya al començament del videojoc que estava en el manual del videojoc organitzada en columnes, amb el que demanava la clau per un sistema de coordenades o com el joc de les barquetes en una pàgina de colors foscos perquè fos infotocopiable i altres mètodes més originals.
La segona situació de pirateria massiva va tenir lloc al cap d'uns mesos de l'aparició de la consola PS de Sony, però se segueix dubtant si realment va ser una crisi pel sector del videojoc o pel sector del videojoc que no fos Sony, perquè les vendes d'aquesta consola gràcies al seu problema van augmentar com molt, vers a ser tecnològicament inferior als seus coetànis (N64, Saturn). Es va arribar a situacions que fins a basars i botigues d'electrodomèstics els posaven un xip perquè es pogués utilitzar jocs pirates, situació alegal a l'Estat espanyol (abans i actualment 2005) però il·legal a altres països, però no quedava només en aquella acció sinó que alguns d'aquests establiments venien còpies pirates de jocs per aquesta consola, quelcom que és il·legal.
I en el món dels ordinadors sempre hi ha hagut pirateria, simplement es frenava quelcom amb l'aparició d'un nou format d'emmagatzenament com va ser el CD-ROM que va durar fins que l'usuari va poder accedir a gravadores de CD a preus assequibles, amb el DVD el marge de temps per la calmar això ha durat menys encara.

## Tercera Crisi
La tercera crisi, a més de ser difosa en el temps perquè alguns la situen amb l'aparició de l'ordinador, altres entesos fins i tot abans, encara que la premsa del sector la sitúa amb l'aparició de la consola PlayStation, a més d'això és una mica subjectiva si s'admira de manera global. La 3a crisi és la falta d'originalitat i el mercantilisme, que fa que excepte rares ocasions com empreses amb solera, el món del programari lliure i algun cap de desenvolupament que desenvolupa videojocs com si es tractés de cinema d'autor. I referent al cinema és la mateixa crisi del cinema que es fabriquen pel·lícules, i no es desenvolupen o es creen obres artístiques. Indicis clars es poden veure en ambdós sectors en la proliferació dels remakes de clàssics, l'extensió excessiva i mancada d'argument d'algunes de les seves sagues famoses (per exemple la saga Tomb Raider, la saga de videojocs de futbol FIFA) els quals no aporten res de nou al títol anterior, a més de si un tipus de producte triomfa (per exemple el GTA 3) les altres empreses del sector copien la fórmula del triomf sense afegir res de nou. Per tant, aquesta crisi en només afectar el costat dels usuaris/jugadors i no afectar el sector empresarial del videojoc, ja que fins i tot obtenen més beneficis que arriscant-se a nous productes, és una crisi no declarada oficialment.